# Bandeau (coiffure)
Pour les articles homonymes, voir bandeau.
Différentes sortes de bandeaux ou serre-têtes, fonctionnels ou décoratifs, ont été et sont encore des accessoires de coiffure et de mode utilisés depuis plusieurs siècles ou millénaires.
Le bandeau consiste en une pièce de tissu, coupée ou pliée en bande qui se place, plus ou moins serrée autour de la tête. Il a pu évoluer vers le turban et certaines coiffes.
Il peut-être féminin ou masculin.

## Histoire
Le bandeau est un accessoire de mode ancien dont on trouve déjà trace au Moyen Âge (par exemple au XIe siècle pour maintenir les voiles en place). 

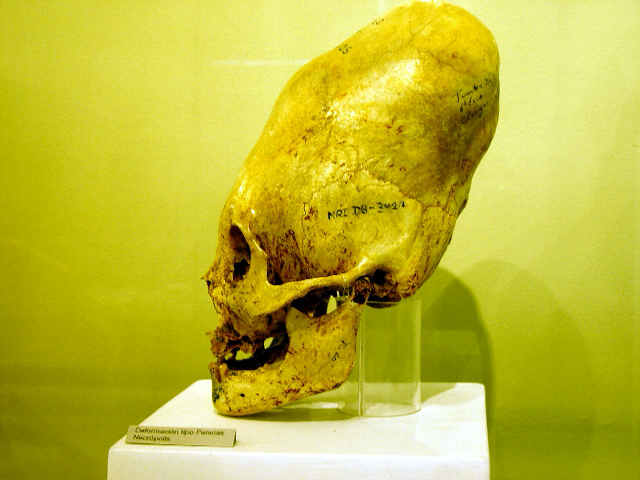
Crâne d'un individu de la civilisation Nazca déformé par l'usage d'un bandeau serré durant la croissance du nourrisson. Des déformations de ce type mais moins importantes étaient encore observées en France au XIXe siècle, surtout chez les filles, mais parfois aussi chez les garçons.

Certains accessoires semblables mais à la fonction différente ont été retrouvés en France (par exemple dans les Deux-Sèvres au XIXe siècle) ou dans la civilisation Nazca. Fortement serré autour de la tête des nourrissons, il déformait le crâne et collait les oreilles au crâne (plus longtemps chez les filles en France dans certaines régions, jusqu'au XIXe siècle). Il pourrait dans ces cas avoir été source de pathologies ou au moins de déformation importante, surtout quand son utilisation était accompagnée ou suivie de celle de l'arcelet.

Cet arcelet avait pour le bonnet ruche médiéval parfois garni de coques de rubans fonction de ressort qui serrait les tempes, et ainsi tenait lieu de brides au dit-bonnet.
Selon le Dr Delisle qui dans la seconde moitié du XIXe siècle a étudié les déformations crâniennes observées chez de nombreuses femmes et certains hommes en France, notamment dans les asiles, la forme allongée produite sur le crâne l'était contre le désir des mères, mais résultant de « l'influence du serre-tête ou béguin dont on coiffe le nouveau-né. Cette coiffure n'est pas trop serrée au moment où on la met en place; mais comme on ne l'enlève pas pendant des semaines et des. mois, l'usage étant de ne jamais laver la tête des enfants et de respecter la calotte de crasse qui se forme sur le cuir chevelu, et comme, d'autre part, la croissance de l'encéphale à cet âge est extrêmement rapide, il s'ensuit que la constriction exercée par le serre-tête augmente de jour en jour, si bien que l'encéphale ne peut plus s'accroître que dans le sens antéro-postérieur. Au bout de très peu de temps, lorsqu'on renouvelle le bonnet de l'enfant ou qu'il tombe par vétusté, la déformation est accomplie. ».

## Le serre-tête

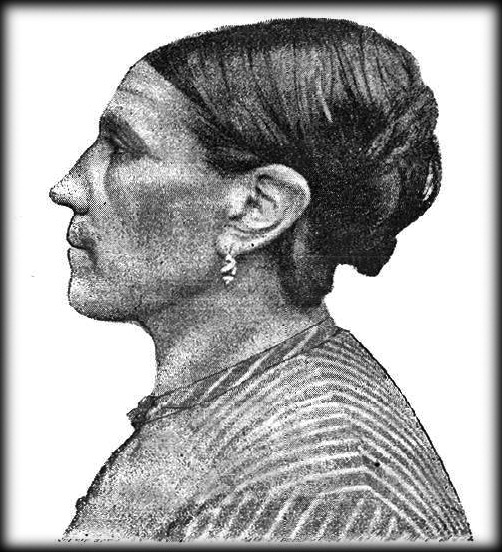
Déformation du crâne de type dit « toulousaine », due au port de bandeau serré depuis l'enfance puis d'une coiffe. Ce type de déformation était encore très fréquent dans les années 1800. La personne photographiée est originaire de Fourquevaux (Haute-Garonne).

Le serre-tête est un bandeau rigide qui serre la tête afin de retenir les cheveux. Il existe dans l'Antiquité chez les femmes grecques et romaines, mettant ainsi en valeur leur visage.
Jusque dans les années 1840 au moins, dans toute la péninsule bretonne,

« aussi loin que Rennes, Laval, Mayenne, jusqu'au Mans d'un côté, de l'autre jusqu'à Angers, toutes les femmes de classe rurale portaient le serre-tête, sorte de petit sac de toile, coulissé derrière et fortement serré sur la tête par des rubans plats, de 1 centimètre environ de largeur, qui, suivant à peu près la suture coronale, revenaient se nouer sous la nuque en contournant deux fois la tête. Ce serre-tête, généralement renouvelé chaque dimanche, dans le cours de la semaine n'était jamais enlevé, même la nuit. Dans la semaine, pour vaquer à leur travail quotidien, les femmes le recouvraient de la coiffe plate, de toile blanche ou écrue. Mais, le dimanche, pour aller à la messe ou aux vêpres, à la paroisse, sur ce premier serre-tête de toile elles en mettaient un second, moins serré, en soie noire, qui, par transparence, figurait les cheveux sous la grande coiffe de fine batiste ou de mousseline brodée, parfois richement, et garnie de dentelle. Le serre-tête servait aussi à bien fixer les coiffes. »

À cette époque (avant que les coiffes bigoudennes n'aient atteint leur plus grande hauteur), c'était le bonnet conique des Cauchoises qui étaient les plus hautes coiffures en France, de même que, selon Mme Clémence Royer, toutes les religieuses de tous les ordres portent encore le serre-tête.

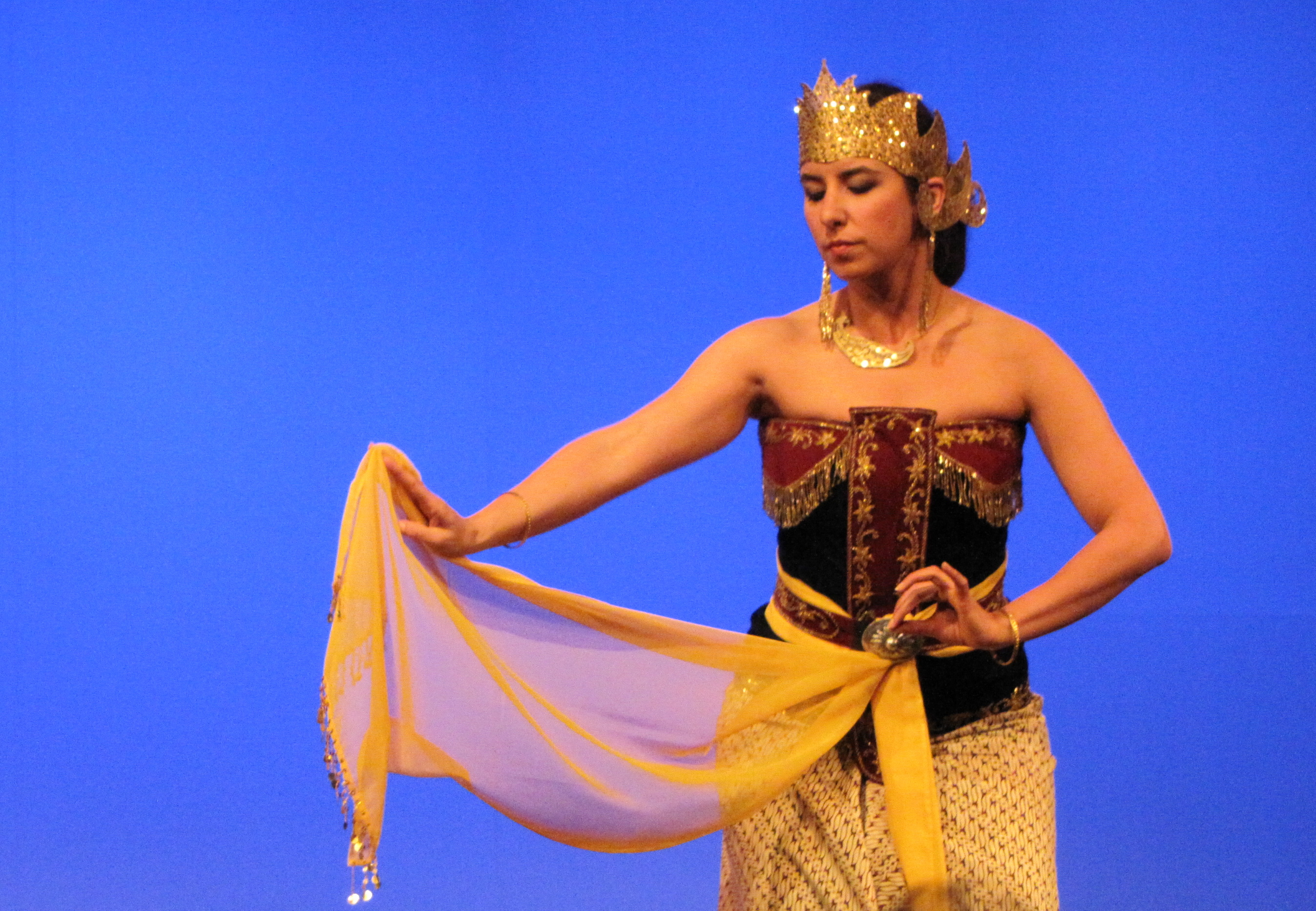
Danseuse de serimpi avec un jamang, un serre-tête de cérémonie indonésien.

Il est autant populaire chez les femmes de la bourgeoisie que chez les ouvrières pour son côté fonctionnel. L'actrice Brigitte Bardot contribua à le populariser. Il est également prisé par les maisons de couture, par exemple en 2013 Dolce & Gabbana, Fendi ou Maison Michel.

## Chez les sportifs

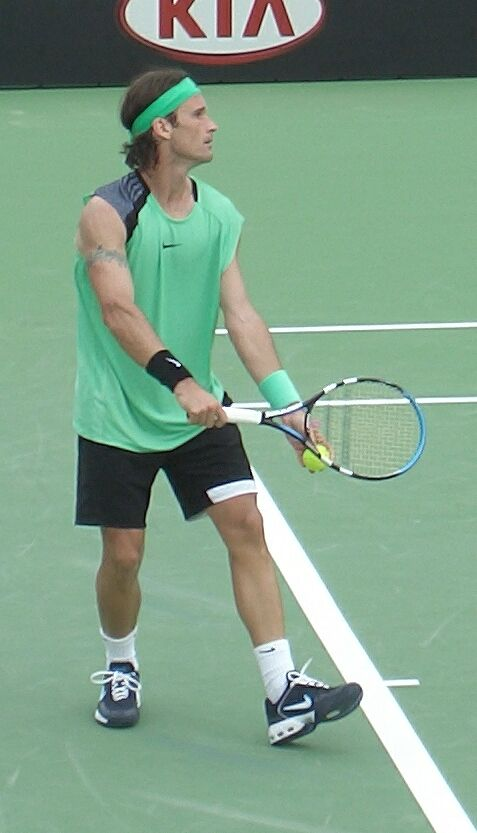
Usage du bandeau éponge chez les sportifs

Dans le contexte sportif, il est élastique et généralement en tissu éponge ; son rôle est d'absorber la transpiration. Il se porte alors autour du front et des cheveux, encerclant la tête.
On peut en confectionner en enroulant un morceau de tissu autour du front, puis en le liant à l'arrière de la tête (comme en porte le personnage éponyme des films Rambo).

## Autres usages contemporains
Pour son utilisation comme accessoire de mode dans les coiffures, un mouchoir ou un bandana plié peut se substituer au bandeau lui-même.

Il peut être plus ou moins large, couvrir ou non les oreilles une fois en place, en fonction des modes. Les matières, couleurs et accessoirisations sont aussi variables. Le bandeau se porte autour de la tête, sous les cheveux, ceignant ainsi la tête de la nuque à la racine des cheveux afin de les maintenir en arrière. C'est une coiffure qui dégage le visage.
S'il est rigide et en forme de U, on parle de serre-tête (headband en anglais). Dans ce cas, il est un accessoire presque exclusivement féminin, surtout porté par les jeunes filles.